# Imogene (film)
Pour les articles homonymes, voir Imogène.
Pour plus de détails, voir Fiche technique et Distribution.
Imogene (Girl Most Likely) est une comédie américaine réalisée par Shari Springer Berman et Robert Pulcini, sortie en salles en 2013.

## Synopsis
Imogene Duncan (Kristen Wiig) était autrefois une dramaturge prometteuse qui travaille maintenant pour un magazine à New York, dans un emploi mal rémunéré. Après que son petit ami aisé la quitte et qu'elle soit renvoyée de son emploi dans le magazine, elle organise une tentative de suicide dans le but d'attirer l'attention de son ex et est accidentellement découverte par son amie Dara. Retenue à l'hôpital sur un 5150 (détention psychiatrique involontaire), elle est finalement libérée par les soins de sa mère (Annette Bening), qui l'amène dans sa maison d'enfance dans le New Jersey.
Peu de temps après son retour, elle entend une conversation entre sa mère et son nouveau petit ami, George Bousch, et apprend que son père n'est jamais mort, mais a plutôt quitté la famille pour suivre un doctorat. Après avoir appris que ce dernier a écrit un livre, elle se rend à la bibliothèque locale et le vole. Elle découvre sur la couverture arrière qu'il vit à New York et convainc le pensionnaire de sa mère, Lee (Darren Criss), de l'emmener là-bas, mais est obligée de rentrer après s'être vu interdire l'accès de son appartement et son amie, Dara, refuse de l'accueillir chez elle.
Pour rembourser Lee de l'avoir conduite en ville, Imogene va le voir jouer dans son groupe hommage aux Backstreet Boys. Ensuite, ils parlent de la carrière ratée d'Imogene en tant que dramaturge. Il y a des années, après avoir remporté une bourse prestigieuse, Imogene n'a pas réussi à écrire une pièce réelle et croit maintenant qu'elle ne peut pas écrire. Lee a accidentellement découvert ses anciennes pièces en vivant dans sa chambre et pense qu'elle a du talent et qu'elle devrait essayer d'écrire à nouveau. Ils dorment ensemble et le lendemain matin, Lee et son frère Ralph retournent en ville pour assister à la soirée de lancement du livre de Dara.
Le lancement se passe mal car personne n'est particulièrement heureux de la voir. Son frère Ralph est sur le point d'être arrêté et est amené à la fête par la police. Après avoir quitté la fête, Ralph les emmène chez leur père où Ralph révèle qu'il savait que son père était en vie tout ce temps. Imogene et Ralph dînent avec leur riche père et sa nouvelle épouse, et avoue qu'il ne regrette pas sa décision de les avoir quittés. Après que leur père ait offert de l'argent à Imogene pour l'aider à réparer sa vie, elle le quitte et retourne chez sa mère. Après qu'Imogene et sa mère aient discuté de son père, un assassin arrive à la recherche de Bousch et menace de tuer la famille. Il est contré par Imogene, qui revêt le costume d'exosquelette humain de son frère et l'attaque.

## Fiche technique
- Titre : Imogene
- Titre original : Girl Most Likely
- Réalisation : Shari Springer Berman et Robert Pulcini
- Scénario : Michelle Morgan
- Image : Steve Yedlin
- Distribution des rôles : Ann Goulder
- Direction artistique :
- Décors : Annie Spitz
  - Décoratrice de plateau : Shannon Finnerty
- Costumes : Tom Broecker
- Musique : Rob Simonsen
- Montage : Robert Pulcini
- Production :
- Sociétés de production : Maven Pictures, Anonymous Content, Ambush Entertainment et 10th Hole Productions
- Distribution :  Roadside Attractions;  Eurozoom
- Pays d'origine :  États-Unis
- Genre : Comédie
- Durée : 103 minutes
- Dates de sortie :
  -  Canada : 7 septembre 2012 (Festival international du film de Toronto)
  -  États-Unis : 19 juillet 2013
  -  France,  Belgique : 7 août 2013

## Distribution
- Kristen Wiig : Imogene Duncan
  - Sidney Lucas : Imogene jeune
  - Julia Stiles : Imogene sur scène
- Annette Bening : Zelda Duncan
- Darren Criss : Lee
- Matt Dillon : George Bousch
- Christopher Fitzgerald : Ralph
- Natasha Lyonne : Allyson
- June Diane Raphael : Dara
- Nate Corddry : Larry
- Michelle Hurd : Libby
- Brian Petsos : Peter
- Mickey Sumner : Hannah
- Murray Bartlett : James Whitney
- Bob Balaban : Monsieur Duncan

## Production

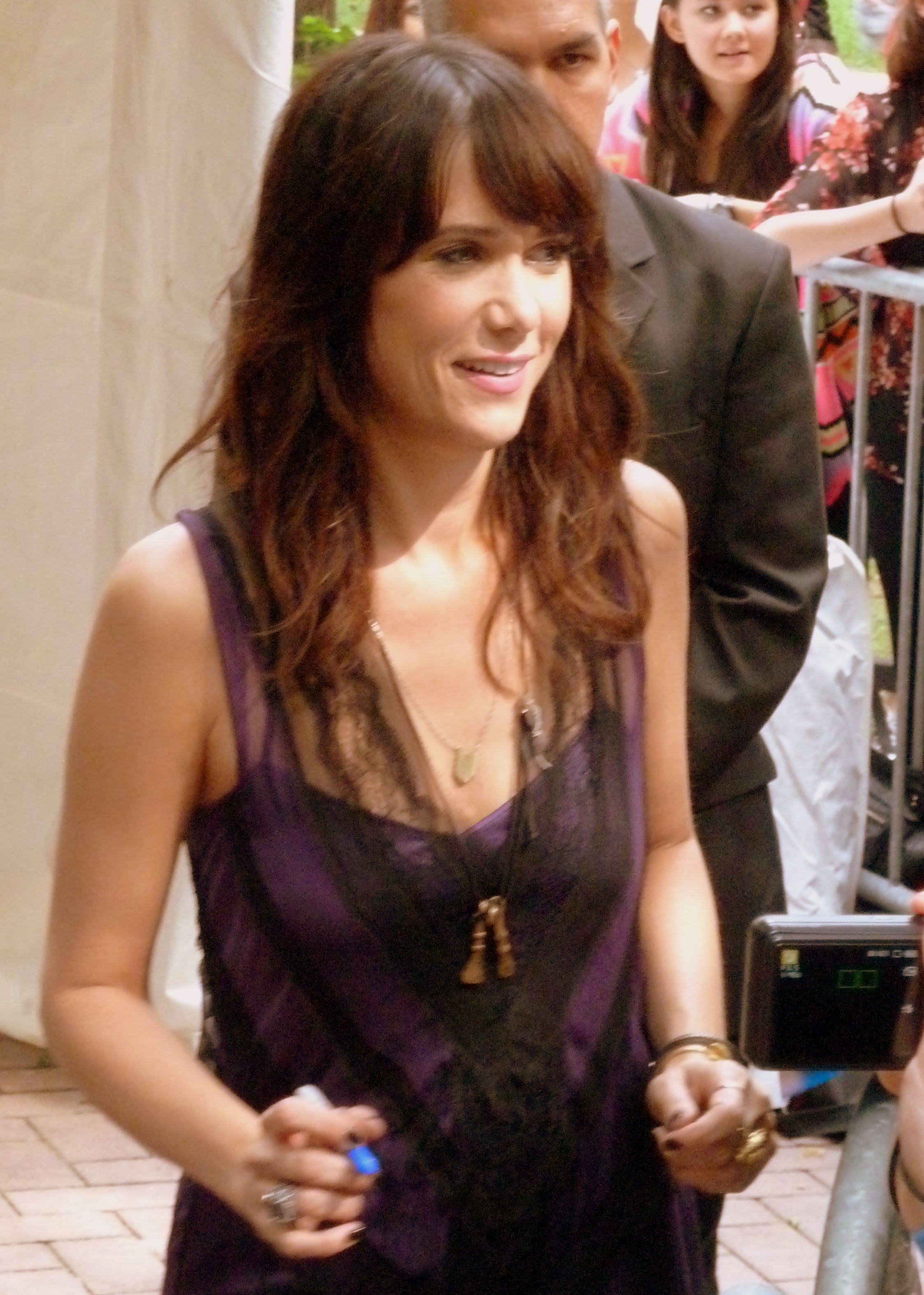
La tête d'affiche Kristen Wiig pour la présentation du film au TIFF 2012.

## Présentation
Le film fut diffusé au Festival de Toronto sous le titre Imogene en septembre 2012. Le même mois, Lionsgate achète les droits de distribution aux États-Unis à la suite de la première au festival et sera distribué par Roadside Attractions en juillet 2013 sous le titre Girl Most Likely. Le film est sorti en France sous son titre initial le 7 août 2013 après avoir été présenté au Champs-Élysées Film Festival en juin 2013.

## Réception

### Box-office
Distribué dans 351 salles pour sa première semaine, Imogene totalise 1 025 114 $ et s'empare de la dix-huitième position du box-office, dont 694 447 $ en premier week-end d'exploitation. Le film dégringole du classement au cours des trois semaines suivantes avec un cumul de 1 373 974 $. Finalement, après huit semaines à l'affiche, il totalise 1 378 591 $.
À l'international, aux Pays-Bas, distribué en salles la veille de sa sortie sur le territoire américain, se positionne en dix-neuvième position du box-office néerlandais, avec 36 978 $. En France, sorti dans 101 salles, Imogene ne parvient qu'à s'emparer de la quinzième position du box-office avec 32 432 entrées en une semaine d'exploitation en salles. Imogene quitte le top 20 la semaine suivante et totalise 47 631 entrées.

### Accueil critique
Le film a rencontré un accueil négatif, obtenant 14% d'avis favorables sur le site Rotten Tomatoes, basé sur 65 commentaires collectés et une note moyenne de 4,3⁄10 et un score moyen de 37⁄100 sur le site Metacritic, basé sur 30 commentaires collectés.